# Swetlana Sergejewna Schurowa
Swetlana Sergejewna Schurowa, verheiratete Tschernenko (russisch Светлана Сергеевна Журова, wiss. Transliteration Svetlana Sergeevna Žurova; * 7. Januar 1972 in Pawlowo, Rajon Kirowsk, Oblast Leningrad) ist eine ehemalige russische Eisschnellläuferin und Politikerin.

## Sport
Bei den Olympischen Winterspielen 2006 in Turin gewann sie über 500 Meter die Goldmedaille. Am 30. März 2007 gab sie das Ende ihrer Eislaufkarriere bekannt. Gründe waren eine Verletzung, die sie in der Wintersaison 2006/07 an der Ausübung ihres Sports hinderte.
Seit Ende März 2012 ist sie Sportkolumnistin in der Sendung Sportkanal («Спортивный канал») des Radiosenders Echo Moskwy. Bei den Olympischen Spielen 2014 in Sotschi war sie Bürgermeisterin des Bergdorfs.

## Politik
Bei der Wahl der Legislativversammlung der Oblast Leningrad im März 2007 wurde Schurowa über die Liste von Einiges Russland zur Abgeordneten der Legislativversammlung der Oblast Leningrad gewählt. Ihre Amtszeit endete vorzeitig, weil sie bei der Parlamentswahl in Russland im Dezember 2007 über die Liste von Einiges Russland in die Duma gewählt wurde. Ab dem 24. Dezember 2007 war sie stellvertretende Vorsitzende der Duma. Bei der Parlamentswahl 2011 wurde sie als Listenkandidatin von Einiges Russland nicht wiedergewählt.
Vom 16. März 2012 bis zum 27. März 2013 war Schurowa Abgeordnete des Föderationsrats für die Exekutive der Oblast Kirow.
Am 26. Mai 2012 wurde Schurowa auf dem Parteitag von Einiges Russland zum Mitglied des Obersten Rates der Partei gewählt.
Im März 2013 wurde sie als Nachrückerin wieder Duma-Abgeordnete. Bei der Parlamentswahl 2016 wurde sie erneut über die Liste von Einiges Russland gewählt. Bei der Parlamentswahl 2021 wurde sie als Kandidatin von Einiges Russland mit 43,2 % der Stimmen im Wahlkreis Wsewoloschsk gewählt. Bei der Kandidatenwahl von Einiges Russland konnte sie sich zuvor gegen den bisherigen Mandatsinhaber, den vormaligen Biathleten und Präsidenten des russischen Biathlonverbandes, Wladimir Dratschow durchsetzen.
Am 12. September 2014 wurde sie auf die „schwarze Liste der EU“ gesetzt. Kanada sanktionierte sie am 19. Dezember 2014. Im Oktober 2018 wurde Schurowa wegen einer illegalen Reise in die Region Bergkarabach, die völkerrechtlich als aserbaidschanisches Territorium anerkannt wird, von der Regierung Aserbaidschans sanktioniert.

## Privates
Schurowa bekleidet den Rang eines Oberstleutnants im Inneren Dienst des Bundesstrafvollzugdienstes.
Seit 2003 war sie mit dem ehemaligen Tennisspieler Artjom Tschernenko verheiratet, das Paar hat zwei Söhne. Das Paar trennte sich im Jahr 2013.

## Auszeichnungen
- Verdienter Meister des Sports (1996)[2]
- Orden der Ehre (2010)[2]